# 淡谷清蔵
5代淡谷 清蔵（あわや せいぞう、1846年11月11日（弘化3年9月23日） - 1923年（大正12年）7月10日）は、日本の政治家、実業家。衆議院議員、青森市長。幼名・清作。

## 経歴
陸奥国津軽郡青森（現青森県青森市）で、淡路島を祖とする呉服商「大世」の家に生まれる。成人となり家業に従事し、安方町組頭となる。1889年（明治22年）5月22日に清蔵と改名した。同年、青森町会議員に当選した。1891年（明治24年）、銀行に類似した「盛融会」（ため講）を創立。1892年（明治25年）にも町会議員に当選したが、1895年（明治28年）4月に辞職した。その後、商業会議所会頭、農工銀行取締役、青森電燈会社取締役、青森倉庫会社社長、青森貯蓄銀行専務取締役、青森銀行頭取、第五十九銀行取締役などを務めた。
1898年（明治31年）に青森市会議員に当選した。同年6月13日に市会議長となった。1901年（明治34年）にも市会議員に当選した。1902年（明治35年）9月22日に青森県会議員補欠選挙に青森市選挙区から立候補して、当選した。1903年（明治36年）3月、第8回衆議院議員総選挙で青森県青森市から出馬して当選した。これに伴い、県会議員は辞任した。1904年（明治37年）、1907年（明治40年）にも市会議員に当選した。衆議院議員を一期務めた。
1908年（明治41年）12月7日、青森市長に就任した。青森築港期成同盟会の発足などの功績を残した。しかし、市水道部の慰労金問題で1910年（明治43年）3月31日に引責辞任して、政界を引退した。そのほか、政界では、町連合会議員、同議長、所得税調査委員を務めた。
1923年（大正12年）7月10日午後11時30分に死去した。

## 淡谷家
先祖は淡路島の出身で、北前船の船乗りだった初代の源四郎が明和元年（1764年）に龍飛沖で遭難し、救助後そのまま青森にとどまり、安方町で阿波屋という屋号の魚商を営んだ。その後、魚商から呉服商へ転換し、「大世」の屋号で青森町屈指の豪商へと成長した。清蔵は源四郎から数えて5代目。
日本社会党衆議院議員を務めた淡谷悠蔵は甥（妹の五男）にあたる。また、歌手の淡谷のり子は大姪にあたる。